# Katja (Apfel)

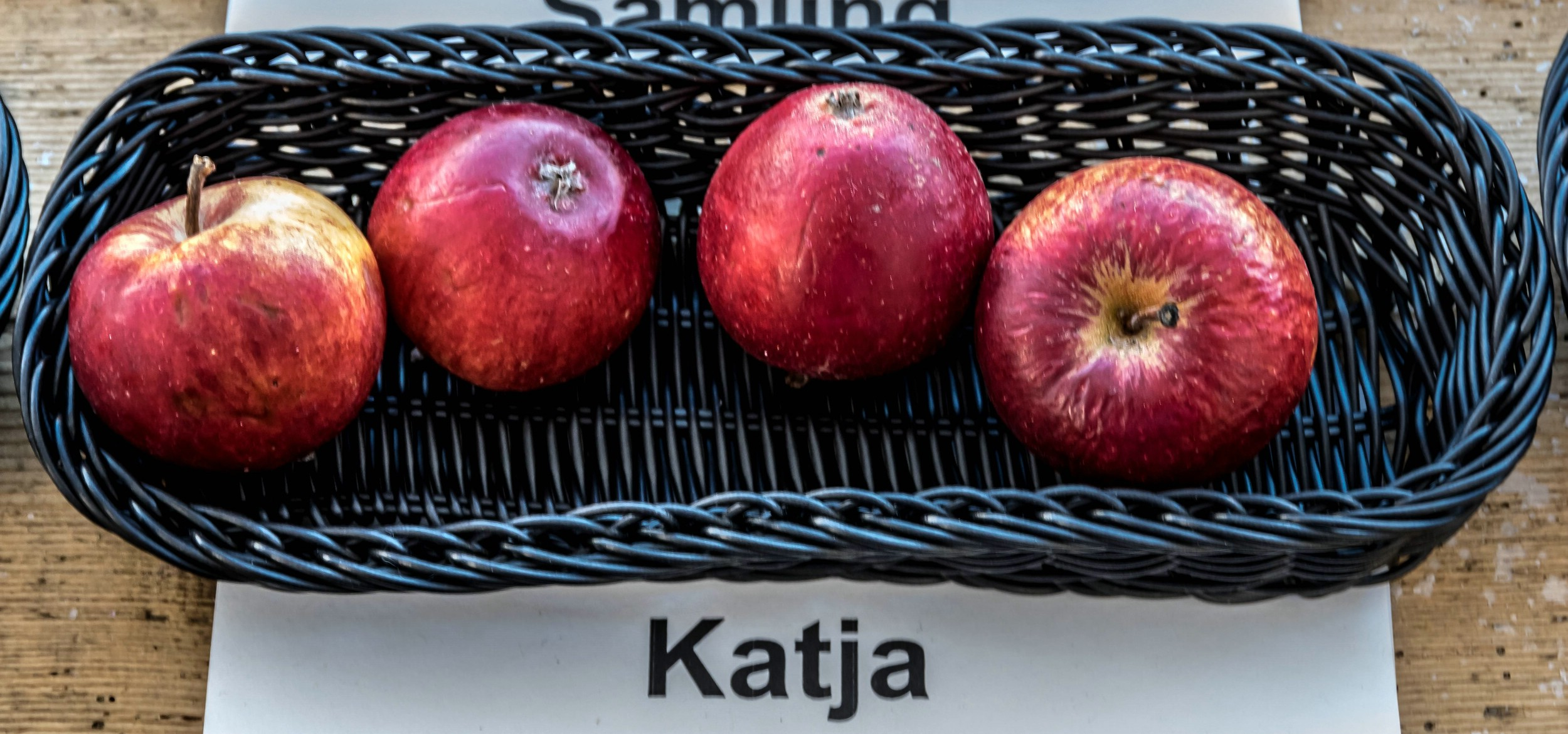
Ansicht der Frucht

Katja, auch Katy ist eine Sorte des Kulturapfels Malus domestica.

## Beschreibung
Der mittelgroße Apfel hat eine auffallende rote Farbe. Die Grundfarbe ist anfänglich ein sehr helles grünliches Gelb, das sich später in ein helles Gelb ändert. Darüber, oft fast vollständig, ist er in leuchtendem Purpurrot bedeckt. An Kelch- und Stielgrube kann ein silberweißer Schleier über der Deckfarbe auftauchen. Die Lentizellen sind klein und unauffällig und weiß oder hellgelb gefärbt. Das Fruchtfleisch ist weiß mit grünen Farbanteilen. Der Apfel ist stielbauchig. Er kann ungleichmäßig sein, oder am Rand der Kelchgrube fünfhöckerig. Die Schale ist hart. Der meist schief sitzende Stiel ist mitteldick bis dick und lang.
Katjas Geschmack ist allerdings wenig ausgeprägt, ist säuerlich und erfrischend. Frisch geerntet ist der Apfel ausgesprochen saftig. Der Apfel wird als Tafelapfel, zum Kochen zur Saft- und Ciderproduktion verwendet. Der aus Katja gewonnene Saft hat eine leicht rötlich-orange Färbung.

## Anbau
Katja ist vergleichsweise winterhart und wird deshalb auch in nördlichen Klimazonen angebaut. Der Apfel ist einfach im Anbau, braucht wenig Pflege und ist vergleichsweise resistent gegen die verbreitetsten Apfelkrankheiten.
Der diploide Baum ist eine gute Befruchtersorte, befruchtet sich aber nicht selbst. Katja trägt über einen vergleichsweise langen Zeitraum Blüten und eignet sich so gut zum Befruchten vieler anderer Sorten. Katja wächst stärker als die Muttersorte Worcester Pearmain. Katja wächst aufrecht ausladend und trägt an den zahlreichen Fruchttrieben stark.
Katja ist Anfang September pflückreif und kann im September bis Anfang Oktober konsumiert werden. Bereits kurze Zeit nach der Ernte beginnt das Fruchtfleisch weich zu werden.

## Geschichte
Katja wurde 1947 am Institut für Pflanzenzucht in Balsgård, Schweden (heute Teil der Schwedischen Universität für Agrarwissenschaften), gewonnen, im Jahr 1955 ausgelesen, 1966 in den Markt eingeführt, und bekam 1968 seinen endgültigen Namen. Im Vereinigten Königreich ist er im kommerziellen Anbau verbreitet. In Mitteleuropa konnte sich der Apfel am Markt aber nicht durchsetzen.
Katja ist (zusammen mit seinen Elternsorten James Grieve und Worcester Pearmain) eine von acht Apfelsorten, die mit dem Scottish Gardenplant Award ausgezeichnet wurde – ein Gegenstück zum Award of Merit der Royal Horticultural Society, der das rauere Klima Schottlands in Betracht ziehen soll.